# Misterium męki Pańskiej

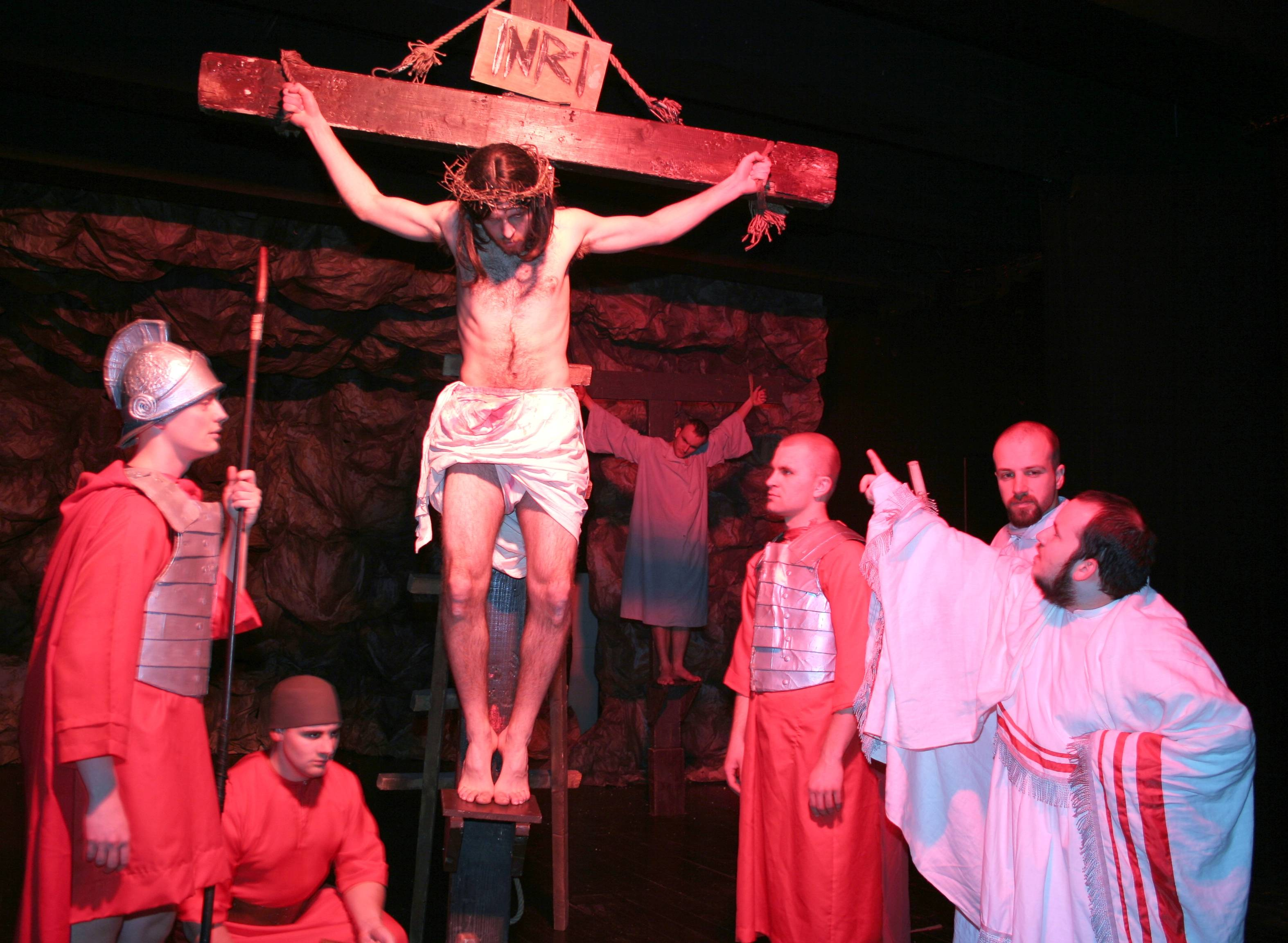
Misterium w Ołtarzewie

Misterium męki Pańskiej lub pasja, sztuka pasyjna – misterium religijne o męce i śmierci Jezusa Chrystusa.

## W Europie
Misterium to widowisko teatralne powstałe na gruncie dramatu liturgicznego w Europie w XII wieku.
Inscenizacją misteriów zajmowały się przede wszystkim miejskie organizacje cechowe, a także specjalne bractwa (np. słynne Bractwo Męki Pańskiej, działające od 1380 w Paryżu).
Najbardziej znane misteria odbywają się w Sewilli.

### W Polsce
W Polsce misteria męki Pańskiej były reprezentowane m.in. przez średniowieczną Historyję o chwalebnym Zmartwychwstaniu Pańskim złożoną przez Mikołaja z Wilkowiecka. Z początku XVII w. zachowały się dwa scenariusze widowisk autorstwa Abrahama Rożniatowskiego, przeznaczone dla sanktuarium w Kalwarii Zebrzydowskiej. Misteria zanikły w okresie reformacji, a odrodziły się w XX wieku.
Aktualnie w Polsce misteria pasyjne są grane m.in. w następujących miejscach:
- Misterium męki Pańskiej w Poznaniu – od 1998 r. największe widowisko pasyjne w Europie[4], od 2011 także w Warszawie[5]
- Misterium męki Pańskiej w Bydgoszczy – od 2001 odbywające się przy Dolinie Śmierci i Sanktuarium Królowej Męczenników Kalwarii Bydgoskiej-Golgocie XX wieku[6]
- Chwalebne Misterium Męki Pańskiej na Kalwarii w Piekarach Śląskich. Reaktywowane po 100 latach przerwy w 2015 roku. Odbywa się w Wielkim Tygodniu.
- Kałkowie-Godowie, od 1973 r., jedno z najstarszych widowisk pasyjnych, wystawiane przez amatorski Teatr Dramatyczny im. Księdza Czesława Wali[7],
- Kalwarii Wejherowskiej wystawiane przez Misterników Kaszubskich od 2002 roku,
- Misterium Męki Pańskiej w Grębocinie k. Torunia (od 2008 roku)[8]
- Górze Kalwarii (zw. Kalwarią mazowsza) – Tradycja misteryjna wznowiona w 2010 roku po dwustu latach przerwy. Patrz: Misterium męki Pańskiej w Górze Kalwarii
- Kalwarii Zebrzydowskiej,
- Przeworsku (od 2014),
- Katowice-Panewniki (Kalwaria Śląska)[9]
- Cieszynie (elżbietanki, teatr miejski)
- Kurzętniku
- Piekary Śląskie – Sanktuarium Matki Bożej Piekarskiej – Tradycja Chwalebnego Misterium Męki Pańskiej wznowiona po stu latach przerwy w 2014 roku.
- Kalwarii Pacławskiej,
- Stadnikach (województwo Małopolskie)[10],
- Ołtarzewie przez tamtejszy pallotyński Teatr Seminaryjny,
- Górce Klasztornej[11]
- Lubawie
- Węglówce
- Szkoła Podstawowa im. Kardynała Stefana Wyszyńskiego w Nasutowie,
- Warcie.
- Czerwińsku nad Wisłą
- Alwernii[12]

Galeria

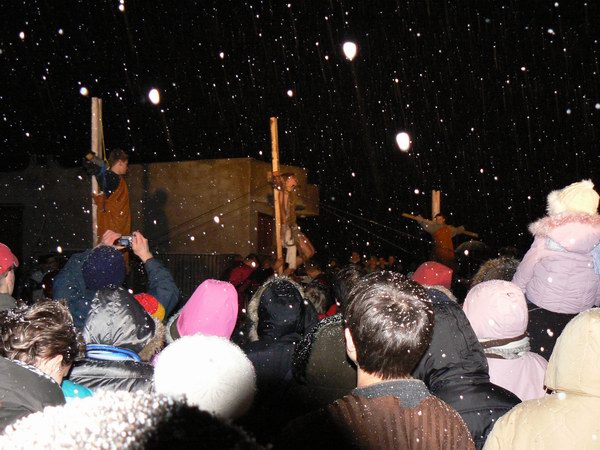
Misterium Męki Pańskiej w Grajewie
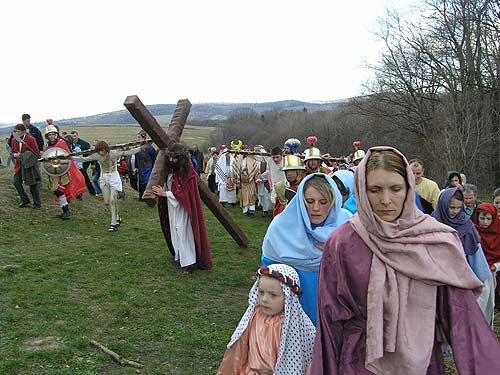
Misterium w Kalwarii Pacławskiej
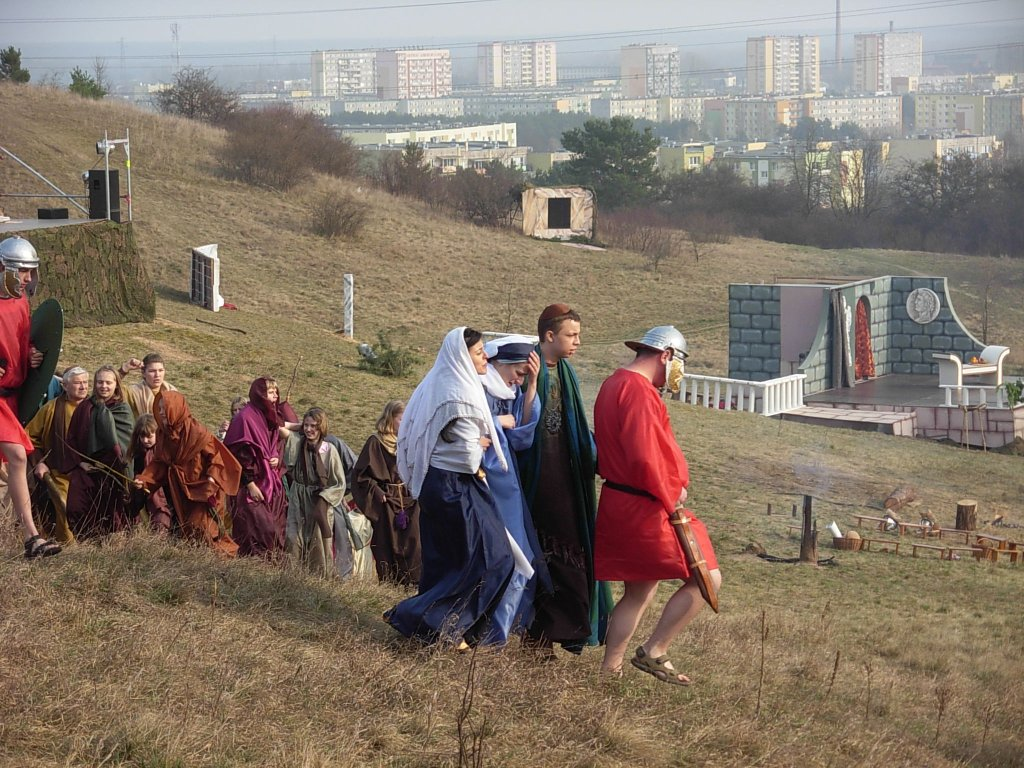
Misterium męki Pańskiej w Bydgoszczy (2009)
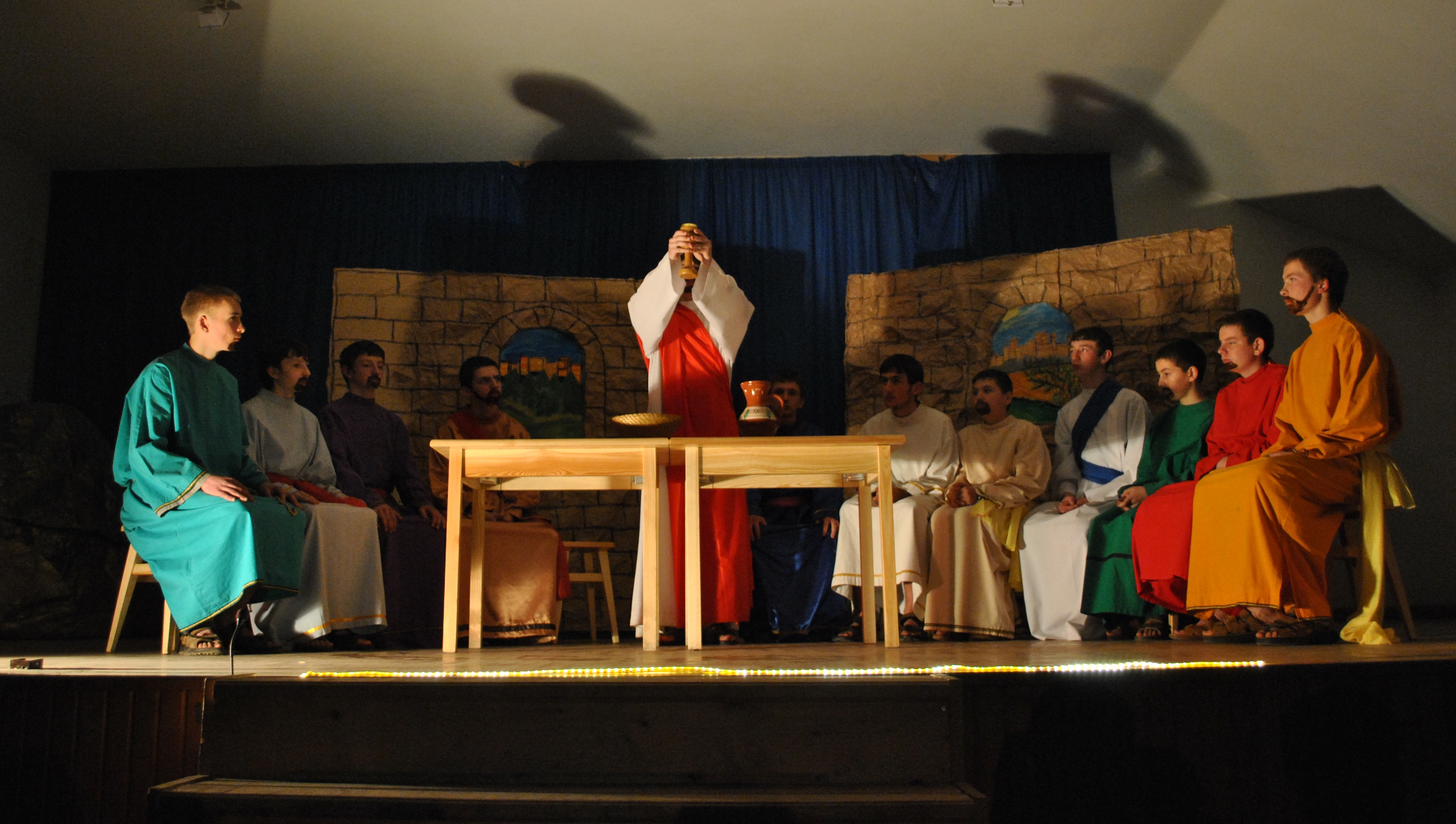
Misterium w Węglówce